# Esselenichthys
Esselenichthys és un gènere de peixos de la família dels estiquèids i de l'ordre dels perciformes.

## Distribució geogràfica
Es troba al Pacífic oriental central: des de Pacific Grove i les illes Farallon (Califòrnia, els Estats Units) fins a la badia de Sant Quintí (Baixa Califòrnia, Mèxic).

## Taxonomia
- Esselenichthys carli (Follett & Anderson, 1990)[7]
- Esselenichthys laurae (Follett & Anderson, 1990)[7]